# Copa Paz del Chaco 1993
Copa Paz del Chaco 1993 – turniej towarzyski o puchar Paz del Chaco odbył się po raz ósmy w 1993 roku. W turnieju uczestniczyły zespoły: Paragwaju i Boliwii.

## Mecze
| 3 marca Asunción |  | Paragwaj | 1 | - | 0 | Boliwia |

| 27 maja Cochabamba |  | Boliwia | 2 | - | 1, karne: 5:3 | Paragwaj |

## Końcowa tabela
| M | Reprezentacja | L.m. | Zw. | Rem. | Por. | Bramki | R.br. | Pkt |
| 1 | Boliwia       | 2    | 1   | 0    | 1    | 2:2    | 0     | 2   |
| 2 | Paragwaj      | 2    | 1   | 0    | 1    | 2:2    | 0     | 2   |

Triumfatorem turnieju Copa Paz del Chaco 1993 został zespół Boliwii.